# Kadıköy (Kiğı)
Kadıköy (kurd. Qazîkoy) ist ein  Dorf im Landkreis Kiğı in der türkischen Provinz Bingöl. Die Entfernung nach Kiğı beträgt ca. 4 km.
Kadıköy war ursprünglich auch armenisch besiedelt. Der Name leitet sich ab von Kadi (Richter).
Im Jahre 1985 betrug die Einwohnerzahl Kadıköys 231. 1990 lebten in Kadıköy 180 Menschen. 2009 hatte  Kadıköy 57 Einwohner.